# Веденино (Омская область)
Веденино — посёлок в Тюкалинском районе Омской области. Входит в состав Коршуновского сельского поселения.

## География
Расположено на юго-востоке Тюкалинского района, в лесостепной зоне Ишимской равнины, относящейся к Западно-Сибирской равнине, на берегу озера Веденино.

## История
В 1964 г. Указом Президиума ВС РСФСР поселок фермы № 4 Меркутлинского совхоза переименован в Веденино.

## Население
| 2010 |
| ---- |
| 6    |

### Гендерный состав
По данным Всероссийской переписи населения 2010 года в гендерной структуре населения из 6 человек мужчин — 4, женщин — 2 (66,7 и 33,3 % соответственно).

### Национальный состав
Согласно результатам переписи 2002 года, в национальной структуре населения казахи составляли 56 %, русские 33 % от общей численности населения в 9 чел..

## Инфраструктура
Основа экономики — сельское хозяйство. Действовала ферма Меркутлинского совхоза.

## Транспорт
К посёлку ведёт дорога от села Коршуновка, центра сельсовета.